# Parogovia parasironoides
Espèce
Parogovia parasironoides est une espèce d'opilions cyphophthalmes de la famille des Neogoveidae.

## Distribution
Cette espèce est endémique du Cameroun. Elle se rencontre sur le mont Koupé.

## Publication originale
- Hiřman, Kotyk, Kotyková Varadínová & Šťáhlavský, 2018 : « First cytogenetic study of a member of the harvestman family Neogoveidae (Opiliones: Cyphophthalmi: Sternophthalmi) from Cameroon with description of a new species Parogovia parasironoides sp. nov. » Annales Zoologici, vol. 68, no 4, p. 867–877.